# Korhogo (tkanina)

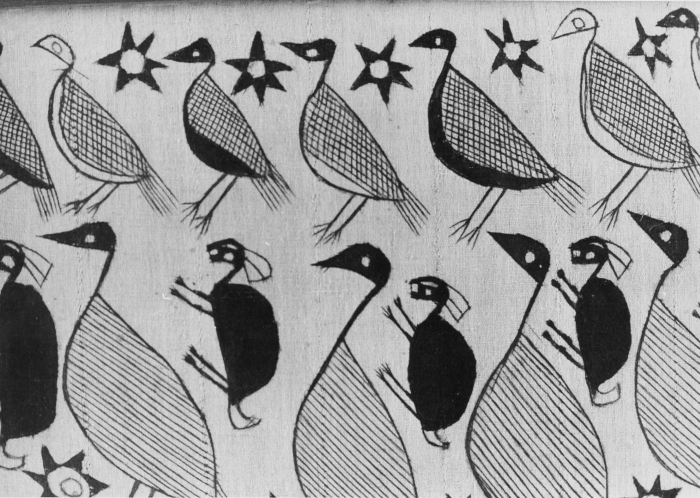
Tkanina korhogo z období 1960–1970 nacházející se v muzeu v Nizozemsku

Korgoho je tkanina afrického stylu vyráběná Senufy v oblasti Korhogo v Pobřeží slonoviny. Často se nachází ve stínu známějších textilií kente, jenž vyrábí Ašanti v Ghaně a tkaniny Bògòlanfini vyráběné v Mali. Tkanina korhogo je vyráběna v neutrálních a zemitých odstínech jako je hnědá, černá a krémová. Je vyráběna ručním malováním na ručně tkanou a ručně spřádanou bavlněnou tkaninu. Malba je prováděna pomocí speciálně fermentovaného bahenního a přírodního rostlinného pigmentu, který časem tmavne. Motivy jsou většinou předkreslovány pomocí šablony.
Tkanina je zdobena motivy lidí, přírodních prvků, jako je slunce, měsíc, hvězdy či motivy zvířat. Všechny motivy mají kořeny v kultuře a mytologii Senufů, kteří používali tuto tkaninu jako štít proti mstivým duchům tak, že ji nosili na sobě či ji rozvěšovali ve svých domovech a svatyních. Nosí ji také lovci, kteří jsou důležitými hrdinskými postavami a využívá se i při obřadech jako jsou například pohřby. 
Na výrobě tkaniny se podílí muži i ženy. Obě pohlaví pěstují bavlnu, ženy ji poté spřádají na přízi a připravují barvivo, zatímco muži tkají a zdobí látku.

## Historie
Tento typ látky vznikl na konci šedesátých až počátkem sedmdesátých let dvacátého století a stále je oblíbený u turistů i místního městského obyvatelstva. Dobrovolníci Amerického mírové sboru ve snaze udržet senufskou tradici a pomoci rozšířit místní trh, povzbuzovali lidi, aby prozkoumali nové způsoby výroby oděvů. Prototypem tkaniny korhogo byla tkanina fila tvořená šesti bavlněnými pásy sešitými dohromady. Fila je většinou zdobena ručně malovanými pruhy a jejím hlavním motivem jsou klikaté vzory symbolizující leoparda. Aby zachovaly tradiční vlastnosti fily, výrobci korhoga pokračovali v používání spředených bavlněných proužků tkaných sousedním etnikem Dyula. Na rozdíl od své předchůdkyně látka korhogo brzy sloužila jako plátno pro celou řadu motivů odvozených od místí kultury a folklóru. Nejčastěji jsou fila pásy použity jako mřížka, do které jsou vmalovány různé motivy.

## Symbolika
Existuje přes osmdesát motivů, které používají výrobci látky korhogo a svou kombinací vytváří na látce příběh. Mezi oblíbené symboly patří:
- perlička symbolizující ženskou krásu
- kuře symbolizující mateřství
- koza symbolizující mužskou zdatnost
- stromy symbolizující posvátné dřevo, kde se setkávaly společnosti Poro
- chameleon symbolizující smrt
- ryba symbolizující život a vodu
- rybí kosti symbolizující sucho
- lev symbolizující královskou moc
- lovec symbolizující mystiku lesa
- vlaštovka symbolizující důvěru
- krokodýl a ještěrka symbolizující mužskou plodnost
- had a želva symbolizující zemi
- slunce, měsíc a hvězdy symbolizující první prvky, které stvořil Bůh